# Samt-Kurzbüchsenmoos
Das Samt-Kurzbüchsenmoos (Brachytheciastrum velutinum, Syn.: Brachythecium velutinum) ist ein sehr formenreiches, in Mitteleuropa relativ verbreitetes Laubmoos, das besonders schattige Stellen liebt. Seine Blätter werden nicht länger als 1,5 mm.

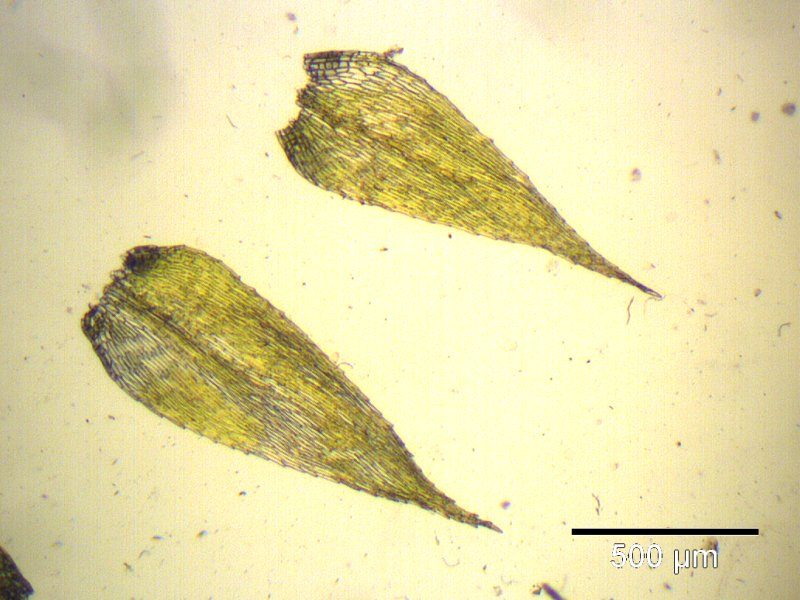
Blätter unter dem Mikroskop bei 40-facher Vergrößerung

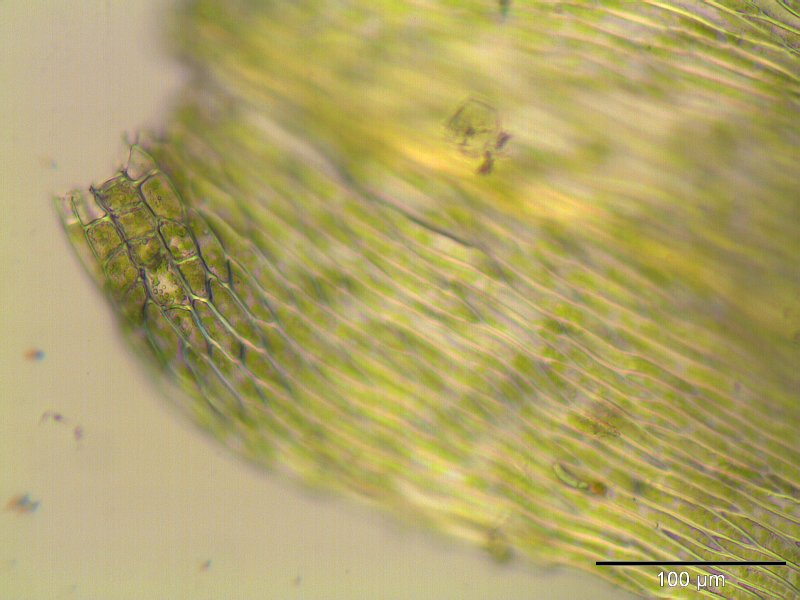
Blattflügelzellen bei 250-facher Vergrößerung

## Vorkommen
Das Moos besiedelt sowohl Erde, als auch nackten Fels. Nicht selten ist es an Baumbasen und an deren Wurzeln zu finden. Es handelt sich um ein kalkmeidendes Laubmoos, welches auch auf Ästen von Bäumen, die dann meist in stark verschmutzten Stadtbereichen stehen, wachsen kann. B. velutinum ist stärker trockenheitsverträglich als Brachythecium rutabulum. Es ist vom Tiefland bis in die Hochlagen der Alpen verbreitet und kommt nur in den gemäßigten Breiten auf der nördlichen Erdhalbkugel vor.

## Erkennungsmerkmale
Das Samt-Kurzbüchsenmoos bildet weiche, gelbgrün bis bräunlich gefärbte, relativ lockere, samtglänzende Rasen. Seine niederliegenden, kriechenden Stämmchen sind unregelmäßig gefiedert und etwa 5 bis 10 cm lang. Die nur bis 1 mm langen Stämmchenblätter sind schmal eilanzettlich geformt und vorne allmählich zugespitzt. Sie erscheinen zudem häufig schwach faltig und sind nicht selten etwas einseitswendig. Ihr Blattrand ist gezähnelt. Die Blattrippe erreicht die Hälfte oder Zwei Drittel der Blattlänge. Die Astblätter sind dagegen bis 1,5 mm lang, schmaler und länger und sind rings entfernt gesägt. Ihre Mittelrippe tritt als kurzer Stachel am Blattrücken aus.
Die raue Seta wird bis 2 cm lang und entspringt den seitlichen Kurztrieben (pleurokarp). Die eiförmige, rotrbäunlich gefärbte Kapsel ist stark geneigt bis aufrecht und im entleerten Zustand gekrümmt. Die Kalyptra ist kurzkegelig. Eine Sporenreife erfolgt im Winter bis ins Frühjahr hinein.